# Anthaxia californica
Anthaxia californica är en skalbaggsart som beskrevs av Jan Obenberger 1914. Anthaxia californica ingår i släktet Anthaxia och familjen praktbaggar. Inga underarter finns listade i Catalogue of Life.